# Прато, Станислао
Станислао Прато (11 августа 1842, Ливорно — 9 декабря 1918, там же) — итальянский этнограф, фольклорист, литературовед и педагог.

## Биография
Станислао Прато родился 11 августа 1842 года в городе Ливорно. Получив необходимое образование работал преподавателем итальянской литературы в ряде королевских колледжей, в том числе в королевском лицее Ното; состоял членом ряда итальянских и зарубежных академий. Занимался в основном изучением итальянского фольклора и народной литературы, написав по данным вопросам большое количество научных трудов, снискавших положительную оценку критику (особенно за «богатство сравнений», использованных в них).
Главные его труды: «Quatro novelline popolari» (1880), «Caino е le Spine secondo Dante е la Traditione popolare» (1881), «l’Uomo nella Luna» (1881), «La loggenda di Nala» (1881), «Gli nltimi lavori del folklore neolatino» (1883), «Les formulettes initiales el finales des Contes populaires de Blade» (1887), «Un passage du Livre de Tobie et la Tradition populaire» (в «Tradition», 1888). В разных итальянских изданиях были напечатаны его повести и стихотворения.
Станислао Прато умер 9 декабря 1918 года в родном городе.